# Mount Humphreys
Mount Humphreys is een berg in de Amerikaanse Sierra Nevada, op de grens tussen Fresno County en Inyo County, in de staat Californië. Met een hoogte van 4265m (NAVD88) boven de zeespiegel is Mount Humphreys de op 61 na hoogste berg van Noord-Amerika en de op 5 na hoogste van Californië. Geen enkele berg in de Sierra Nevada, ten noorden van Mount Humphreys, is hoger dan Mount Humphreys.
Ondanks zijn vrij "bescheiden" hoogte en dankzij zijn dominantie over de omgeving, is Mount Humphreys opgenomen in de lijst met 15 Sierra Emblem Peaks, opgesteld door de Sierra Club, met als voornaamste criterium de dominantie en statigheid van de berg.
Mount Humphreys werd in 1873 door de California Geological Survey vernoemd naar Andrew A. Humphreys, toenmalige hoofdingenieur bij het Amerikaanse leger.

## Eerste beklimming
Een eerste poging om de top van Mount Humphreys te bereiken, werd in 1898 ondernomen door Joseph N. LeConte en Clarence Cory, toen ze trachtten zich een weg te banen tussen de bergen, om van Yosemite naar Kings Canyon te gaan. Allereerst wilden ze een pad naar de top zien te vinden, waarlangs ze hun lastdieren mee konden nemen. Toen ze geen zo'n pad vonden, keerden ze op hun stappen terug, gingen alleen op weg. Op nog geen 200 meter van de top zag het duo zich genoodzaakt terug te keren, zonder zelfs maar een poging te ondernemen de steile wand te beklimmen, waarop ze gestuit waren.
Zes jaar later, in 1904 ondernam een viertal bergbeklimmers, waaronder de broers James S. (een vriend van LeConte) en Edward C. Hutchinson, een poging de top van Mount Humphreys te bereiken. Wanneer de vier tegen een angstaanjagende, overhangende wand opbotsten, vonden enkel de broers Hutchinson de moed om verder te gaan en later de top van Mount Humphreys te bereiken.